# Basen
Basen (in armeno Բասեն?) è un comune di 1 913 abitanti (2010) della Provincia di Shirak in Armenia.